# Cristòfol Escuder
Cristòfol Escuder (Barcelona segle xviii - Lleida 1793) va ser un impressor i llibreter català.
Era fill de l'impressor barceloní Pere Escuder instal·lat al barri de Santa Maria del Mar. Cristòfol es va traslladar a Lleida el 1760. Un any abans, Pere Escuder l'havia proveït de nous tipus, que havia comprat a la foneria del convent de carmelites de la Rambla barcelonina: "15 arroves de lletra atanàsia a 12 peces de 8 lo quintar en les quals hi ha posat 20 arroves de metall a 14 peces de 8 lo quintar". Pere Escuder va enviar el seu fill Cristòfol a Lleida amb tot aquest material, i aquest va obrir al carrer Major un local nou, amb maquinària també nova. D'aquell mateix any es conserva el llibre Quatre-cents aforismes catalans de Joan Carles Amat. El 1761 Pere Escuder va viatjar a Lleida, mesos abans de morir. Cristòfol va ser l'hereu, i amb la seva dona, Rosa Compte, germana de Rafael Compte i Ferrando, un important impressor reusenc, va revifar la impremta lleidatana durant una vintena llarga d'anys (1761-1793) amb impressions molt diversificades i d'una bona qualitat. Quantitativament, dels seus obradors surten goigs, estampes i romanços. Aquests textos sovint anaven acompanyats d'il·lustracions, i per això es coneixen molts gravats al boix d'aquest impressor. Al costat d'això Escuder també va imprimir cèdules reials, de les que se'n coneixen més de cent vint. La resta de la seva producció és literatura religiosa, no només fulls volants (oracions, indulgències i càntics) sinó vides de sants i sermons, sobretot de dos oradors sagrats molt populars: Diego José de Cádiz i Joan Baptista Arajol i Lledós, teòleg canonge de la catedral lleidatana.
Cristòfor Escuder va morir el 1793, i la impremta va passar a mans de la seva viuda Rosa Compte i la seva filla Rosalia. El 1801, la viuda Escuder va incorporar a la gestió de la impremta Bonaventura Corominas, un impressor format a Osca a la impremta de la viuda de Diego de Larumbe i casat amb Antònia Compte, filla de Rafael Compte, l'impressor reusenc, i neboda de Rosa.